# Jurassic Bark
«Jurassic Bark» (укр. «Гавк юрського періоду») — друга серія п'ятого сезону анімаційного серіалу «Футурама», що вийшла в ефір у Північній Америці 17 листопада 2002 року.
Автор сценарію: Ерік Каплан. 
Режисер: Свінтон О. Скотт. 
Прем'єра в Україні відбулася 2 грудня 2007 року.

## Сюжет
Дізнавшись із газети про музейну виставку, що демонструє реконструйовану піцерію XX століття, Фрай і Бендер вирушають на відвідини. На великий подив Фрая реконструйованою є саме піцерія «Пануччі», в якій він працював до того, як потрапив у кріогенну камеру. На виставці представлені різноманітні предмети тієї епохи, серед яких є також скам'янілий пес, в якому шокований Фрай упізнає свого улюбленця Сеймура.
Сцена-спогад (одна з багатьох у цій серії) розповідає про знайомство Фрая з Сеймуром. Це сталося у 1997 році, під час доставки піци Фраєм неіснуючому адресату за хуліганським дзвінком. Сидячи на задвірках і ласуючи піцою, Фрай помічає голодного пса. Він годує його і дає йому ім'я «Сеймур» (про походження імені див. «Особливості українського перекладу»). Пес біжить за ним слідом до піцерії та зрештою стає її «талісманом» (за виразом містера Пануччі). Фрай навчає його різних фокусів, в тому числі вигавкувати мелодію його улюбленої пісні «Ходжу я по сонцю» («Walking on Sunshine»).
Дія повертається в майбутнє. Фрай влаштовує акцію протесту з метою здобути скам'яніле тіло Сеймура. Це йому вдається. Професор Фарнсворт проводить дослідження і виявляє, що скам'яніння пса відбулося надзвичайно швидко, що дає можливість взяти зразок ДНК і створити клон собаки, а також відтворити його психіку і пам'ять на момент смерті. Фрай у захваті від цих планів і починає готуватися до повернення свого друга, тим часом як Бендер, нездатний зрозуміти, як можна любити тварину, почуває ревнощі — особливо його зачіпає те, що Фрай називає Сеймура «своїм найліпшим другом». Намагаючись викликати ревнощі у Фрая, Бендер заводить собі роботичного песика («Робоцуцика»), та це не має жодного ефекту.
У наступних сценах-спогадах глядач дізнається, що у новорічну ніч, коли Фрая було заморожено, Сеймур виявляв ознаки занепокоєння, намагаючись не пустити Фрая на доставку. Ідучи, Фрай наказав псу «дочекатися його» коло піцерії. Ця доставка, як відомо з попередніх серій, закінчилася його замороженням у кріогенній камері. Наступного дня Сеймур вирушив на пошуки свого господаря. Йому вдалося пробратися до «Прикладної кріоніки», де він довгий час скиглив, дряпаючи лапами дверцята морозильної камери, в якій перебував Фрай. Працівники компанії, не зрозумівши нічого, зателефонували батькам Фрая, і ті забрали пса, не помітивши свого сина у морозильнику.
Знов у ХХХІ столітті, професор готує свій «Клономат» для процедури «воскресіння» Сеймура. Енергетичні потреби обладнання змушують команду «Міжпланетного експреса» опуститися глибоко до надр Землі, щоби скористатися теплом магми. З'являється Бендер, який жбурляє скам'янілість у магмове озеро, наївно вважаючи, що, знищивши Сеймура, він зможе миттєво відновити дружні стосунки з Фраєм. Натомість Фрай впадає в істерику. Бендер нарешті починає розуміти, що любов людини до пса (з його точки зору) є подібною на любов робота до людини — обидва почуття є проявом прихильності «вищої» істоти до «нижчої». Професор, тим часом, зауважує, що скам'янілість, яка складається з доломіту, імовірно не була знищена в магмовому озері, й Бендер, тіло якого містить 40% доломіту, пірнає за Сеймуром.
Професор починає процедуру клонування, аж тут комп'ютер, проаналізувавши ДНК, повідомляє, що Сеймур помер у віці 15 років. Фрай раптово просить зупинити процес і нищить усе обладнання. Він пояснює, що Сеймур прожив 12 років після його зникнення, отже, ймовірно, забув свого першого господаря, як незначний епізод свого життя. Тому, не зважаючи на всю любов до пса, Фрай не бажає його повернення.
Серія закінчується монтажною сценою, з якої глядач дізнається, що Фрай помилився. Сеймур не забув його. Повернувшись до піцерії містера Пануччі він віддано чекав на повернення господаря рік за роком, до самої смерті.

## Виробництво
- Згідно з коментарем на DVD, фінальна сцена серії, в якій Сеймур чекає на Фрая коло входу до піцерії, мала бути оформлена Адажіо з балету Арама Хачатуряна «Ґаяне» (ця музика добре знайома американському глядачеві з фільму «2001: Космічна Одіссея»). Зрештою для оформлення було обрано пісню «Я чекатиму на тебе» з фільму «Шербурзькі парасольки» у виконанні Конні Френсіс. Цю пісню любили співати під акомпанемент фортепіано батьки автора сценарію серії Еріка Каплана в часи його дитинства.
- Згідно з коментарем на DVD, початковою ідеєю сюжету було знайдення Фраєм скам'янілого тіла своєї матері, замість Сеймура, проте її було відхилено як таку, що надто засмутила би глядачів.

## Послідовність дії
- У повторній сцені падіння Фрая у кріогенну камеру під столом помітні дві тіні: одна з них належить Жуйці, інша — самому Фраю. Це пояснюється пізніше в серії «The Why of Fry». В одному з попередніх кадрів також можна роздивитися третє око Жуйки, яке визирає зі сміттєвого кошика.
- Пізніше, у повнометражному фільмі «Bender's Big Score» пояснюється, що Сеймур жив із тимчасовим дублікатом Фрая, створеним шляхом повернення в часі, й був перетворений на скам'янілість самим Бендером задля реалізації плану вбивства Фрая.

## Визнання
- Більшістю прихильників і критиків ця серія вважається найемоційнішою з усіх серій «Футурами».
- У 2006 році сайт «IGN.com» присудив їй 8 місце у списку 25-ти найкращих серій «Футурами»  [Архівовано 16 лютого 2007 у Wayback Machine.].
- Серія номінувалася на премію «Еммі», але була переможена однією із серій «Сімпсонів».

## Пародії, алюзії, цікаві факти

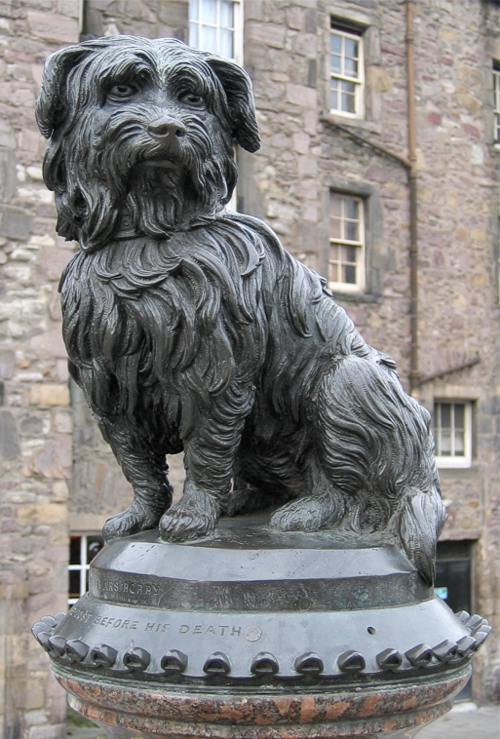
Пам'ятник Ґрейфраєрському Боббі в Единбурзі

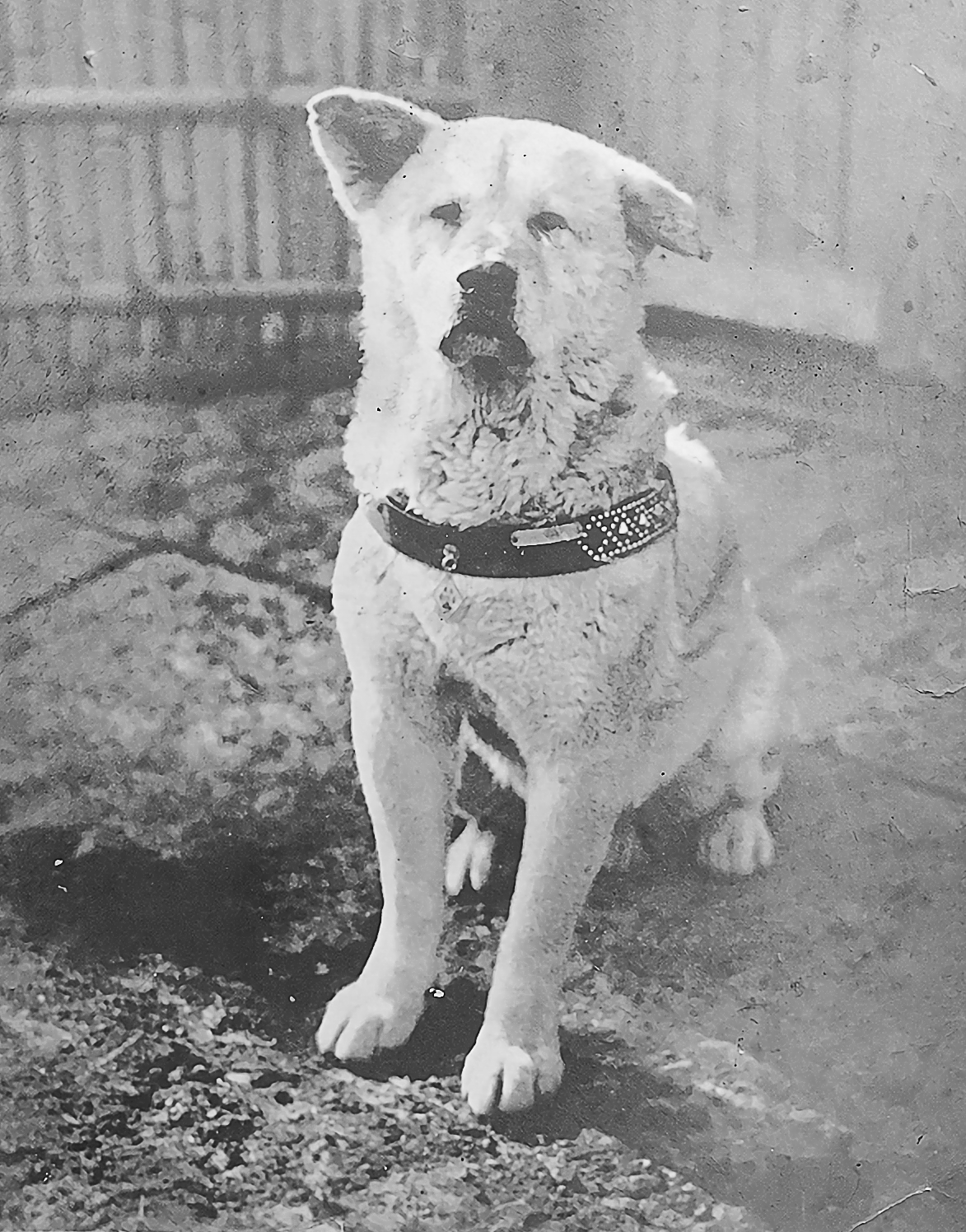
Пес Хатіко

- Назва серії пародіює заголовок популярної книги і фільму «Парк юрського періоду» (англ. Jurassic Park), з якого запозичена ідея клонування організму за допомогою зразка ДНК, взятого зі скам'янілості.
- Пісня гурту Katrina & the Waves «Walking on Sunshine» (укр. «Ходжу я по сонцю»), якої навчає Сеймура Фрай, згадується в серіалі неодноразово. Фрай співає або насвистує її у серіях «I, Roommate», «The 30% Iron Chef» і «War Is the H-Word», її мелодію також грає на волинці Сліпень на похороні Фрая в серії «The Sting» (похорон є частиною марення, яке бачить Ліла у стані коми).
- Можливі джерела сюжету серії:
  - Історія единбурзького скай-тер'єра на прізвисько Боббі (відомий як «Ґрейфраєрський Боббі» за назвою кладовища, де був похований його господар), який чекав на повернення свого господаря до самої смерті.
  - Доля токійського пса Хатіко породи акіта-іну, який провів більшу частину життя (з 1925 до 1935 року), чекаючи на свого господаря перед входом до залізничної станції Сібуя.
  - Міфологічна історія пса Арґоса, який належав Одіссею і чекав на його повернення протягом 20 років.
- Ім'я палеонтолога, який знайшов скам'янілого Сеймура, — «Доктор Бен Білер» — є прозорою алюзією на ім'я одного з продюсерів і постійних авторів сценарію «Футурами» Кена Кілера.
- В фіналі серії звучить мелодія з фільму «Шербурські парасольки» композитора Мішеля Леграна, в виконанні Конні Френсіс.

## Особливості українського перекладу
- Адресат фальшивого замовлення піци, під час доставки якого Фрай знаходить пса, в оригінальній версії серіалу носить ім'я «Сеймур Ессіз» (англ. Seymour Asses), що є співзвучним із фразою «see more asses» (укр. бачити більше дуп). Згодом, нагодувавши піцою собаку, Фрай жартома нарікає його Сеймуром (так, ніби йому призначалася та піца). В українській версії серіалу, натомість, адресат отримав дотепне ім'я «пан Бачухер», проте жарт із походженням прізвиська пса лишився невідтвореним.
- Коли Фрай на знак протесту витанцьовує під магнітофон перед ґанком музею, Ліла читає у рекламному буклеті: «Цим танцем тубільці просили дати їм авто, ну хоча б Запорожець».